# Cabaret Voltaire (musikgrupp)
Cabaret Voltaire var en synthgrupp från Sheffield, Storbritannien bildad 1973. 
Från början sysslade gruppen med dada-influerade performance-föreställningar, men Cabaret Voltaire utvecklades senare till att bli en av de viktigare grupperna som blandade pop med electronic dance, techno, dub, house och experimentell elektronisk musik.

## Historia
Sheffield-studenterna Stephen Mallinder, Richard H. Kirk och Chris Watson började 1973 experimentera med ljudband och gjorde ett par år senare sitt första tumultartade liveframträdande inför en oförstående och fientlig publik.
1978 skivdebuterade de med singeln "Baader Meinhof", som också fanns med på Factory Records EP A Factory Sample. Gruppen fick skivkontrakt med Rough Trade Records och gav ut tre LP; Mix-Up (1979), Voice of America (1980) och Red Mecca (1981).
Albumet Red Mecca nådde 1981 förstaplatsen på independent-albumlistan i Storbritannien. Watson lämnade därefter gruppen för att arbeta som ljudtekniker inom tv och med gruppen The Hafler Trio. Mallinder och Kirk fortsatte som duo med en något mer kommersiellt inriktad musik. Albumet The Crackdown nådde 1983 plats 31 på UK Albums Chart. 1984 hade gruppen framgångar med singlarna Sensoria, James Brown och Yashar som gick upp på Indielistan. På den sistnämnda singeln samplade de sångerskan Ofra Haza.
Efter det mindre lyckade albumet Code 1987 gick Mallinder och Kirk skilda vägar men har senare återbildat Cabaret Voltaire.
Gruppen hämtade sitt namn från nattklubben med samma namn i Zürich, Schweiz, vilken var ett centrum för den tidiga Dada-rörelsen.

## Diskografi

### Studioalbum
- Mix-Up (Oktober 1979)
- The Voice of America (Juli 1980)
- Red Mecca (Augusti 1981)
- 2x45 (Maj 1982)
- The Crackdown (Augusti 1983)
- Johnny Yesno (November 1983)
- Micro Phonies (November 1984)
- Drinking Gasoline (April 1985)
- The Covenant, The Sword, and the Arm of the Lord (Oktober 1985)
- Code (Oktober 1987)
- Groovy, Laidback and Nasty (Juni 1990)
- Body and Soul (Mars 1991)
- Plasticity (Oktober 1992)
- International Language (Juni 1993)
- The Conversation (Juli 1994)
- Kora! Kora! Kora! (Cabaret Voltaire Versions) (Mars 2009)
- National Service Rewind (The Tivoli Vs Cabaret Voltaire) (Maj 2010)